# Michael Darnell Harris
Michael Darnell Harris (nacido el 7 de marzo de 1963) es un asesino en serie y violador estadounidense que ha sido declarado culpable y sentenciado a cadena perpetua por cuatro asesinatos y una violación cometidos en Michigan de 1981 a 1982, pero es sospechoso de varios otros. Harris ha insistido en su inocencia desde su condena y, a mediados de la década de 2010, las pruebas de ADN demostraron que no era responsable de ninguno de los asesinatos. Según sus abogados, su primera condena influyó en todos los juicios posteriores de Harris, por lo que la Policía Estatal de Michigan inició una investigación sobre supuestas pruebas falsificadas en su contra. Al final, se confirmaron sus condenas restantes, pero algunos todavía consideran que Harris es inocente.

## Primeros años
Michael Darnell Harris nació el 7 de marzo de 1963 en Muskegon Heights, Michigan, el mayor de cinco hermanos. Pasó la mayor parte de su infancia en Muskegon, donde afirmó haber sido criado en una buena familia. En 1973, su madre encontró un trabajo bien remunerado en un hospital de veteranos en Ann Arbor, donde pronto la familia se mudó para vivir con un padrastro. Desde que se mudó, Harris comenzó a discutir frecuentemente con su padrastro, quien se volvió cada vez más agresivo y físicamente abusivo. A finales de la década de 1970, Harris abandonó la escuela y comenzó a pasar mucho tiempo en las calles, durmiendo en casas de amigos y conocidos, así como en refugios para personas sin hogar. En 1980, dejó Ann Arbor y se mudó a Lansing, donde conoció a una mujer que le dio una hija. Durante los siguientes dos años, Harris tuvo dificultades económicas, lo que lo llevó a realizar trabajos que implicaban mano de obra poco calificada y a vivir un estilo de vida vagabundo.

## Arresto, investigación y juicio
El 7 de diciembre de 1982, Harris fue arrestado en un refugio para personas sin hogar en Jackson por irrumpir en la propiedad de Lenora Nayrhardt, de 68 años, a quien fue acusado de golpear y violar. Poco después de su arresto, fue propuesto como sospechoso de los asesinatos de Margorie Upson, de 85 años, y Louise Koebnick, de 84, quienes fueron violadas y estranguladas el 28 y 30 de septiembre de ese año, respectivamente. en Ypsilanti. Las autoridades del área de Lansing también sospecharon de él en una serie de violaciones y estrangulamientos en su ciudad:
- Edna Ryckaert (78), 18 de octubre de 1980
- Edith Crossette (83), 14 de febrero de 1981
- Ula Curdy (79), 2 de noviembre de 1981
- Denise Swanson (79), 30 de noviembre de 1981

Además de estos, Harris también estaba entre los sospechosos del asesinato de Florence Bell, de 91 años, que vivía cerca de Upson y fue encontrada con la garganta cortada en su casa el 8 de enero de 1982. La razón de esto La sospecha fue el hecho de que, en el momento de los asesinatos en Lansing, Harris vivía en la ciudad, lo que dejó de existir inmediatamente después de su partida en octubre. No mucho después, comenzaron a ocurrir asesinatos similares en Jackson, a donde se mudó.
El 14 de diciembre, durante un procedimiento de identificación visual, Harris fue identificado como el violador de Nayrhardt. Se declaró inocente del delito, alegando que se encontraba en un refugio para personas sin hogar en ese momento, lo cual fue respaldado por un asistente que trabajaba allí. El 12 de enero de 1983, fue acusado del asesinato de Curdy después de que sus huellas digitales fueran encontradas en una silla en la habitación donde ella fue asesinada. A pedido de sus abogados, fue enviado para una evaluación psiquiátrica al Centro de Psiquiatría Forense de Ypsilanti, que lo declaró cuerdo en marzo de ese año. Poco después, también fue acusado del asesinato de Swanson.
El 28 de marzo de 1983, Harris fue juzgado por la agresión y violación de Nayrhardt. Durante el proceso, la fiscalía presentó pruebas que demostraban que el tipo de sangre y el líquido seminal del autor coincidían con los de Harris, así como pelos de gato encontrados en su ropa que coincidían con los de los dos gatos de la casa de la mujer. Además, diecinueve personas, incluida la propia víctima, identificaron a Harris como el atacante. El 4 de abril, intentó ahorcarse en su celda usando una cuerda hecha con la tela rota de su colchón. La cuerda no pudo soportar el peso de Harris y, después de que se rompió, otros reclusos llamaron al personal, que lo transportó al Hospital Psiquiátrico Regional de Ypsilanit para recibir tratamiento por depresión.
El 19 de mayo, Harris fue declarado culpable de agredir y violar a Nayrhardt, pero inicialmente se lo consideró incompetente para ser juzgado por los cargos de asesinato. Finalmente fue sentenciado a entre 60 y 90 años de prisión, y mientras se leía su sentencia, no mostró ninguna emoción. Después de someterse a tratamiento, Harris fue juzgado por los asesinatos de Swanson y Curdy en julio de 1983. El 27 de septiembre, fue declarado culpable del asesinato de Curdy y sentenciado a cadena perpetua sin libertad condicional el 24 de octubre. Se dictó un veredicto idéntico en el juicio de Swanson el 3 de noviembre, por el que se le impuso otra cadena perpetua sin libertad condicional.

## Encarcelamiento, nuevas revelaciones y situación actual
Tras su condena, Harris fue transportado al Centro Correccional de Muskegon para cumplir su sentencia. A finales de la década de 1990, se realizaron pruebas de ADN en las muestras de líquido seminal encontradas en los cuerpos de Upson, Koebnick y Bell, todas las cuales coincidían con el perfil genotípico de Harris. Como resultado, fue acusado de sus asesinatos en diciembre de 2001, y los fiscales presentaron pruebas que lo implicaban en todos los juicios contra él. Al final, Harris fue declarado culpable y recibió dos cadenas perpetuas adicionales por los asesinatos de Upson y Koebnick, pero no fue juzgado por el asesinato de Bell debido a sus múltiples cadenas perpetuas.
A lo largo de los años siguientes, Harris continuó insistiendo en su inocencia y apeló regularmente, acusando a la policía y a los expertos forenses de fabricar pruebas en su contra al colocar sus muestras de sangre en elementos encontrados en las escenas del crimen y luego aislar su ADN. También argumentó que los artículos contaminados, junto con sus muestras de sangre, no fueron mostrados al jurado en sus juicios, y las mociones de sus abogados para que se realizaran pruebas de ADN independientes fueron denegadas. Sin embargo, cada uno de estos recursos fue desestimado por considerarse infundados.
En 2015, Harris pidió a la jueza de distrito del condado de Ingham, Rosemarie Aquilina, que se realizaran pruebas de ADN en los fluidos seminales encontrados en el cinturón de Ula Curdy, que los investigadores creen que el perpetrador dejó atrás. Las pruebas comenzaron a principios de 2016 y los resultados revelaron que el ADN coincidía con otro individuo, y no con Harris. Esto provocó indignación pública, lo que provocó que el caso obtuviera nueva publicidad y que se cuestionara su culpabilidad. Posteriormente, la Policía Estatal de Michigan inició una investigación para determinar si Harris había alterado la evidencia, y el Tribunal de Distrito del Condado de Ingham fijó una audiencia para el 23 de septiembre de 2016 para considerar nuevas pruebas que podrían anular su condena por el asesinato de Curdy. Además de los resultados de las pruebas, los abogados de Harris insistieron en que se anulara la condena basándose en que la silla encontrada en la escena del crimen, en la que supuestamente se encontraron las huellas de la palma de Harris, había sido devuelta a la policía por miembros de la familia. de la mujer asesinada antes de que comenzara el juicio, en lugar de conservarse como prueba física durante el mismo. También se formularon acusaciones de prejuicio racial, y algunos de los partidarios de Harris señalaron que el jurado estaba formado exclusivamente por personas blancas.
A principios de 2017, la Oficina del Fiscal Estatal del Condado de Ingham solicitó una segunda prueba de ADN, que posteriormente encontró el ADN de Harris en la escena del crimen de Curdy, lo que llevó al juez Aquilina a desestimar la audiencia probatoria el 27 de septiembre, impidiendo así la posibilidad de que se le concediera a Harris un nuevo juicio. Nuevamente reafirmó su inocencia y acusó tanto a la policía como a la fiscalía de falsificar una vez más las pruebas. Respaldado por sus abogados, Harris presentó una moción exigiendo que Aquilina programara una audiencia en la que Harris y sus abogados pudieran interrogar a los técnicos del laboratorio criminalístico que trabajaron en el caso. Sin embargo, Aquilina negó esta solicitud, afirmando que no tenía autoridad para hacerlo porque las pruebas de ADN demostraron la culpabilidad de Harris en el asesinato de Curdy.